# Янтарный углозуб
Янтарный углозуб (лат. Hynobius stejnegeri) — вид хвостатых земноводных из семейства углозубов. Эндемик Японии. Обитает в лесах. Находится под угрозой исчезновения из-за потери среды обитания.

## Внешний вид и строение
Окрас черновато-коричневый с пятнами ярко-янтарного цвета. Вентральная поверхность светлее и без пятен. Длина от кончика рыла до анального отверстия 76—85 мм, а общая длина 137—155 мм. Однако сообщалось, что отдельные особи достигали длины около 200 мм. Голова кажется овальной при взгляде сверху, глаза выпуклые, есть горловая складка. Тело крепкое, цилиндрической формы с 13—14 реберными бороздами. Окрасом напоминает Hynobius kimurae, но имеет только четыре пальца, более длинный ряд сошниковых зубов и более длинное тело.

## Среда обитания и экология
Этот вид встречается только на острове Кюсю (Япония), где распространен в горных районах префектур Кумамото, Миядзаки и Северная Кагосима. Различные региональные популяции разделены рядом географических барьеров, включая реку Гокасе и вулкан Асо, вулкан Киришима и море Яцусиро. Его можно найти как в наземных, так и в пресноводных экосистемах. Его наземная среда обитания — леса умеренного пояса: как горные широколиственные вечнозеленые, так и смешанные. В качестве водной среды обитания служат реки и ручьи. Встречаются на высоте от 500 до 1500 м. Для размножения поднимаются в районы выше по течению, и там же развиваются личинки. Рацион состоит из насекомых, пауков, червей и ракообразных. Известны случаи каннибализма. Предполагается, что уникальная окраска вида действует как камуфляж среди опавших листьев.

## Поведение
Сперматофоры, производимые самцами, довольно длинные, от 17 до 30 см, и отличаются от других видов того же рода, Hynobius boulengeri, тем, что не имеют заметного кнутовидного образования на свободном конце. Каждая кладка насчитывает от 21 до 57 яиц, и самка остается рядом со своей кладкой, пока личинки не выведутся. В ходе эксперимента, когда мать была удалена, яйца исчезли, предположительно съеденные пресноводными крабами или каким-то другим хищником. Вылупившиеся личинки имеют желтоватую окраску, а на пальцах у них есть черные когти. Эти личинки претерпевают метаморфоз, живя в ручье, и появляются на суше в сентябре и октябре того же года, когда они были отложены, но многие зимующие личинки остаются в ручье до весны или лета следующего года, когда они выходят на сушу.

## Угрозы
Вид страдает от охоты и ловли, а также лесозаготовок. К основным угрозам также относятся строительство дорог, вырубка лесов, эрозия и загрязнение. Также используется в медицине и в пищу.

## Охрана
Площадь ареала вида менее 20 000 км², он фрагментирован, и находится только в Японии. Его площадь продолжает сокращаться, а качество среды обитания падает. Hynobius stejnegeri был признан почти находящимся под угрозой исчезновения Агентством по охране окружающей среды Японии в 2000 году. Он был определён как находящийся под угрозой исчезновения Международным союзом охраны природы (МСОП) в 2021 году.